# کوسوکه کیکوچی
کوسوکه کیکوچی (انگلیسی: Kosuke Kikuchi؛ زادهٔ ۱۶ دسامبر ۱۹۸۵) بازیکن فوتبال اهل ژاپن است.
از باشگاه‌هایی که در آن بازی کرده‌است می‌توان به باشگاه فوتبال کاوازاکی فرونتال اشاره کرد.